# Jade (gruppo musicale)
Le Jade sono state un girl group statunitense, formatosi a Chicago nel 1991.

## Storia
Le Jade hanno pubblicato il loro primo album Jade to the Max nel novembre 1992, che ha raggiunto la 56ª posizione negli Stati Uniti, la 43ª nel Regno Unito, l'82ª in Germania e la 48ª nei Paesi Bassi, venendo certificato disco di platino in madrepatria. Da esso sono stati estratti quattro singoli: I Wanna Love You, Don't Walk Away, One Woman e Looking for Mr. Do Right, tutti entrati nella top 100 statunitense. Don't Walk Away è stato il brano più fortunato del gruppo a livello globale: si è piazzato 4 nella Billboard Hot 100 e si è spinto fino alla top ten della Official Singles Chart, entrando in numerose hit parade. Nel 1994 è uscito il loro secondo disco, intitolato Mind, Body & Song, che si è fermato al numero 80 della classifica nordamericana e che ha ricevuto la certificazione di disco d'oro. L'anno successivo 5-4-3-2 (Yo! Time Is Up) è stato candidato agli annuali MTV Video Music Awards nella categoria dedicata ai video R&B. Dopo una lunga pausa, durante la quale le componenti del gruppo si sono concentrate su progetti solisti, le Jade hanno pubblicato il singolo Baby Luv nel 2014 con l'intenzione di registrare un album, Continuum, che è stato tuttavia accantonato.

## Discografia

### Album in studio
- 1992 – Jade to the Max
- 1994 – Mind, Body & Song

### Album dal vivo
- 1993 – BET's Listening Party

### Singoli
- 1992 – I Wanna Love You
- 1992 – Don't Walk Away
- 1993 – One Woman
- 1993 – Looking for Mr. Do Right
- 1994 – 5-4-3-2 (Yo! Time Is Up)
- 1994 – Every Day of the Week (feat. 2 Men e A Drum Machine)
- 1997 – Keep on Risin' (feat. Lil' Rachett e Vaz)
- 2014 – Baby Luv